# Kepler-52 b
Kepler-52 b est une planète extrasolaire (exoplanète) en orbite autour de l'étoile Kepler-52.
Elle a été découverte en 2012.